# Ailesjaure
Ailesjaure är en sjö i Storumans kommun i Lappland och ingår i Umeälvens huvudavrinningsområde. Sjön har en area på 0,208 kvadratkilometer och ligger 669,7 meter över havet.

## Delavrinningsområde
Ailesjaure ingår i det delavrinningsområde (729689-146198) som SMHI kallar för Utloppet av Ailesjaure. Medelhöjden är 725 meter över havet och ytan är 2,83 kvadratkilometer. Det finns inga avrinningsområden uppströms utan avrinningsområdet är högsta punkten. Vattendraget som avvattnar avrinningsområdet har biflödesordning 2, vilket innebär att vattnet flödar genom totalt 2 vattendrag innan det når havet efter 400 kilometer. Avrinningsområdet består mestadels av skog (62 procent) och kalfjäll (31 procent). Avrinningsområdet har 0,21 kvadratkilometer vattenytor vilket ger det en sjöprocent på 7,2 procent.